# Roberto Vecchi
Roberto Vecchi (* 1935 in Lugano; † 4. Februar 2007 ebenda) war ein Schweizer Offizier, Instruktionsoffizier der Infanterie und ehemaliger Kommandant des Infanterieregiments 40.

## Leben
Roberto Vecchi besuchte Schulen in Lugano. Als junger Mann widmete er sich der Leichtathletik und wurde Schweizer Meister im 100-Meter-Lauf. Im Militärdienst wurde er 1957 zum Leutnant befördert. Er trat dem Circolo Ufficiali di Lugano bei und übernahm 1975 dessen Präsidentschaft. Eine seiner ersten Aufgaben im Club war die Aktualisierung der Satzung der Gesellschaft, die vom 30. Mai 1944 stammte. 1961 übernahm er als Hauptmann das Kommando der Gebirgsfüsilierkompanie III/94, 1969 als Major des Gebirgsfüsilierbataillons 94 und 1970 als Oberst des Gebirgsfüsilierregiments 40.
Im Jahr 1979 organisierte er zusammen mit den anderen Präsidenten der Offiziersclubs von Mendrisiotto, Lugano, Locarno und Bellinzona sowie mit der Società d’Armi, der Società ticinese di artiglieria, der Avia – DCA, Sezione della Svizzera italiana, der Società svizzera ufficiali truppe motorizzate e meccanizzate, Sezione Ticino und der Società ticinese Ufficiali del treno die Neugründung der Tessiner Offiziersgesellschaft.
Er war mehrere Jahre lang Chefredaktor der Rivista militare della Svizzera italiana, dann Redaktor bis 2006. Im Jahr 1978 begrüsste er als Oberst die Mitglieder des Convegno Europeo della Stampa militare, den er zusammen mit Brigadier Alessandro Torriani in Lugano organisierte. Am 8. September 1995 wurde ihm auf Vorschlag von Oberst i Gst Claudio Rosa das Konzept für das Gedenken an das Ende des Zweiten Weltkriegs anvertraut, und er wurde zum Vorsitzenden der zuständigen Arbeitsgruppe ernannt. Ihm hatten bereits die Veteranen der Sektion Tessin und Italienischbünden die Organisation der Gedenkveranstaltung anvertraut. Oberst Vecchi betonte, wie die jüngeren Veteranen der Vereinigung fühle er sich verpflichtet, diejenigen zu würdigen, die in schwierigen Zeiten die Werte des Schweizer Heimatlandes und der Demokratie verteidigt hätten. Er zitierte einen Satz von Bundesrat Hermann Obrecht: Die anderen müssen wissen, dass die Schweiz ein Freund aller ist, aber wer sie der Freiheit berauben will, muss mit Krieg rechnen.

## Schriften
- Esercizio di difesa 88 (EDG 88). In: Rivista militare della Svizzera italiana. 60. Jg., 1988, Nr. 4, S. 284–286 (archiviert in E-Periodica der ETH Zürich).
- La 36.a corsa di orientamento notturno del Circolo Ufficiali Lugano. In: Rivista militare della Svizzera italiana. 61. Jg., 1989, Nr. 6, S. 373–380 (archiviert in E-Periodica der ETH Zürich).
- La grande riforma «Esercito 95». In: Rivista militare della Svizzera italiana. 66. Jg., 1994, Nr. 2, S. 70–73 (archiviert in E-Periodica der ETH Zürich).
- Brigadiere Ferruccio Pelli. In: Rivista militare della Svizzera italiana. 67. Jg., 1995, Nr. 4, S. 173–176. (archiviert in E-Periodica der ETH Zürich).
- Ricordi del servizio attivo. In: Rivista militare della Svizzera italiana. 68. Jg., 1996, Nr. 1, S. 36–37 (archiviert in E-Periodica der ETH Zürich).